# Josef Zürcher
Josef Zürcher (15 maart 1925 - 17 februari 2016) was een Zwitsers voetballer die speelde als middenvelder.

## Carrière
Zürcher speelde tussen 1953 en 1956 voor Lausanne Sports. Hij speelde nog een seizoen voor La Chaux-de-Fonds en won met hen de beker in 1957.
Hij overleed in 2016.

## Erelijst
- La Chaux-de-Fonds
  - Zwitserse voetbalbeker: 1957